# فيل كرامب
فيل كرامب (بالإنجليزية: Phil Crump)‏ هو متسابق دراجات نارية أسترالي، ولد في 9 فبراير 1952 في ميلدورا في أستراليا.